# Nacionalismo finés

La Bandera de Finlandia, una cruz nórdica azul marino en campo blanco.

El nacionalismo fue una fuerza central en la historia de Finlandia durante los últimos dos siglos. El despertar nacional finés a mediados del siglo XIX fue el resultado de miembros de las clases altas de habla sueca que eligieron deliberadamente promover la cultura y el idioma fineses como un medio para la construcción de la nación, es decir, para establecer un sentimiento de unidad entre todas las personas en Finlandia, incluido (y no menos importante) entre la élite gobernante y el campesinado gobernado. La publicación en 1835 de la epopeya nacional finesa, el Kalevala, una colección de mitos y leyendas tradicionales que es el folclore común a los finlandeses y a las habitantes de Carelia (fineses de fe rusa ortodoxa que habitan en la región del Lago de Ládoga, en el actual noroeste de Rusia), agitó el nacionalismo que más tarde llevó a la independencia de Finlandia de Rusia. 
El nacionalismo fue disputado por el elemento prorruso y por el internacionalismo del movimiento obrero. El resultado fue una tendencia hacia el conflicto de clases sobre el nacionalismo, pero a principios de 1900 las clases trabajadoras se dividieron en Valpas (énfasis en la lucha de clases) y Mäkelin (énfasis nacionalista).

## Idioma
Particularmente después de la incorporación de Finlandia a la administración central sueca durante los siglos XVI y XVII, el 15% de la población hablaba sueco, especialmente las clases alta y media. El sueco era el idioma de la administración, las instituciones públicas, la educación y la vida cultural; solo los campesinos hablaban finés. El ascenso de los finoparlantes al predominio fue el resultado de una oleada de nacionalismo finés del siglo XIX, ayudado por burócratas rusos que intentaban separar a los finlandeses de Suecia y garantizar su lealtad.
En 1863, el idioma finés obtuvo un puesto oficial en la administración. La cuestión del idioma superpuso tanto el liberalismo como el nacionalismo, y mostró también un conflicto de clases, con los campesinos enfrentados a los nobles y terratenientes conservadores de habla sueca. Para complicar esto, los activistas fineses se dividieron en fineses "viejos" (sin compromiso con la cuestión del idioma y el nacionalismo conservador) y "jóvenes" (liberación de Rusia). Los principales liberales eran intelectuales de habla sueca que pedían más democracia; se convirtieron en los líderes radicales después de 1880. Los liberales se organizaron para la socialdemocracia, los sindicatos, las cooperativas agrícolas y los derechos de las mujeres.
En 1892, el finés finalmente se convirtió en un idioma oficial igual y obtuvo un estatus comparable al sueco. Sin embargo, el sueco continuó siendo el idioma de la cultura, las artes y los negocios en la década de 1920. La legislación desde 1922 otorga al finés y al sueco el mismo estatus oficial. Para el año 2000, el sueco era el primer idioma de aproximadamente el 6% de la población, o 300.000 personas. Sin embargo, desde finales del siglo XX ha habido una migración constante de suecos adultos y mejor educados a Suecia.

## Movimientos sociales
Los movimientos hacia el orgullo nacional finlandés y al liberalismo en política y economía involucraron dimensiones étnicas y de clase. El movimiento nacionalista contra Rusia comenzó con el movimiento fennómano dirigido por el filósofo hegeliano Johan Vilhelm Snellman en la década de 1830. Snellman buscó aplicar la filosofía a la acción social y trasladó la base del nacionalismo finés al establecimiento del idioma en las escuelas, sin dejar de ser fiel al zar. Fennomania se convirtió en el partido finlandés en la década de 1860. El liberalismo fue el tema central de las décadas de 1860 a 1880.

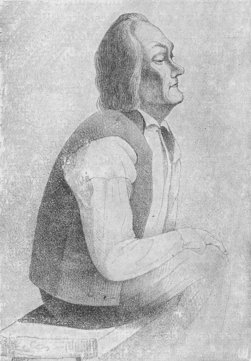
Paavo Ruotsalainen, un laico, lideró avivamientos pietistas.

## Educación a los finlandeses en la identidad nacional

### Escuelas
Bajo el dominio ruso había una fuerte iluminación popular informal de base, basada en la Sociedad para el Avance de la Educación Popular, dirigida por las élites suecas. Promovió la enseñanza de escuelas secundarias populares en movimientos fineses y juveniles con lecciones centradas en temas patrióticos y nacionalistas. Las élites suecas después de 1850 también promovieron festivales públicos con temas patrióticos, con la esperanza de inculcar el nacionalismo y alejar a los campesinos y trabajadores de habla finesa de los movimientos socialistas que minimizaban el nacionalismo. Los deportes de equipo y las competiciones de remo se convirtieron en atracciones favoritas, y todos los festivales comenzaron con discursos.
Cuando llegó la independencia, las escuelas se rediseñaron para inculcar el nacionalismo finés. Jokela y Linkola (2013) examinaron las fotografías en los libros de texto de geografía finlandesa y las guías turísticas en la década de 1920 y concluyeron que eran una parte integral de la enseñanza cotidiana del nacionalismo. Los escritores, intelectuales y académicos finlandeses se veían a sí mismos como parte del sistema de autoridad o "idea estatal" que representaba todo el territorio nacional.

### Medios de comunicación
En los días del dominio ruso, la música y la ópera se convirtieron en vehículos para la expresión del nacionalismo. Jean Sibelius utilizó especialmente melodías populares finesas tradicionales como base de composiciones nacionalistas. Los pintores nacionalistas fueron, por ejemplo, Akseli Gallen-Kallela. 
La Finlandia independiente utilizó sus sellos postales para ayudar a construir una narrativa nacional, una memoria colectiva y su propia imagen. Todos usaban sellos de manera rutinaria, por lo que era una forma económica de llegar a toda la población con una versión heroica popular de la historia nacional. Los sellos proporcionaron una historia visual simplificada de la evolución del estado finlandés, la nación y la sociedad.

## Nacionalismo finlandés
En la moderna República de Finlandia, existen movimientos nacionalistas comparables a los de otros Estados occidentales. Se distingue al nacionalismo finlandés del nacionalismo finés por su momento histórico y sus objetivos políticos. El Partido de los Finlandeses (líder de la oposición parlamentaria) y el extraparlamentario Primero el Pueblo Finlandés representan el nacionalismo finlandés en la política de Finlandia.